# Augusto Pantoja
Augusto Jorge Pantoja da Silva (Belém, 27 de junho de 1963) é professor de história, advogado e político brasileiro.
Foi Coordenador do Núcleo Gestor do Parque do Utinga.

## Deputado Estadual pelo Pará
Em 2010, concorreu ao cargo de Deputado Estadual na Assembleia Legislativa do Pará, sempre como defensor ferrenho da infância e da juventude, bem como de uma escola pública que seja capaz de formar cidadãos e prepará-los para o futuro. Conquistou 11.700 votos, mas não foi eleito. 
No entanto, em janeiro 2013, na vaga aberta pela renúncia do ex. Deputado João Salame (PPS), eleito prefeito de Marabá, tomou posse como deputado titular.
Durante seu mandato, ganhou destaque pela firmeza na condução dos trabalhos da CPI (Comissão Parlamentar de Inquérito) dos grupos de extermínio e de milícias no Pará.

## Vereador de Belém
Augusto Pantoja, eleito vereador de Belém com 2.478 votos válidos, cumpriu seu mandato de 2009 a 2012 na Câmara Municipal de Belém, líder do PPS, Presidente da Comissão de Educação, Ciência e Tecnologia e da Comissão Permanente de Meio Ambiente.

## Dedicação ao Magistério
Augusto Pantoja, formado em história pela Universidade Federal do Pará (UFPA), possui 31 anos ininterruptos dedicados ao magistério, lecionando em escolas e cursinhos pré-vestibulares dos municípios de Belém e Castanhal.